# Danh sách tập phim Bộ tứ dị giới
Bộ tứ dị giới (Nhật: 異世界かるてっと Hepburn: Isekai Karutetto), hay còn được biết với tên chính thức Isekai Quartet, là bộ anime truyền hình gốc vẽ theo phong cách chibi, đạo diễn và biên kịch bởi Ashina Minoru, Takehara Minoru thiết kế nhân vật, sản xuất bởi Studio Puyukai. Ngày nọ, một chiếc nút bấm màu đỏ đột nhiên xuất hiện, các nhân vật đều nhấn phải chiếc nút và bị chuyển qua một thế giới song song — một thế giới isekai mới mẻ — nơi kể câu chuyện về đời sống trung học của các nhân vật. Bộ anime giao thoa giữa bốn loạt light novel gồm KonoSuba, Overlord, Re:Zero − Bắt đầu lại ở thế giới khác và Tanya Chiến Ký, Tate no Yūsha no Nariagari và 

Poster quảng bá cho mùa hai của Bộ tứ dị giới

Kono Yūsha ga Ore Tsuē Kuse ni Shinchō Sugiru. Bắt đầu phát sóng truyền hình từ ngày 9 tháng 4 năm 2019, tính đến nay đã có 2 mùa, mùa thứ ba hiện đang được lên kế hoạch. Crunchyroll và Funimation phát trực tiếp bộ anime trong bản lồng tiếng Anh.

## Tổng quan
| Mùa | Tập | Phát sóng        | Phát sóng        |
| Mùa | Tập | Bắt đầu          | Kết thúc         |
| --- | --- | ---------------- | ---------------- |
| 1   | 12  | 9 tháng 4, 2019  | 25 tháng 6, 2019 |
| 2   | 12  | 14 tháng 1, 2020 | 31 tháng 3, 2020 |
| 3   | CTB | CTB              | CTB              |

## Danh sách tập
| Mùa 1 | |                     |                |
| Số tập tổng hợp | Số tập theo mùa                                                                                             | Tên                 | Ngày phát sóng |
| 1 | |                     |                |
| 1 | "Đến với nhau nào! Bộ tứ (Come Together! Quartet)" "集結！かるてっと (Shūketsu! Karutetto)"                 | 9 tháng 4 năm 2019  |                |
| Tại thế giới của KonoSuba, nhóm của Kazuma Satou tìm thấy một chiếc nút bấm màu đỏ. Khi đó tại Overlord, bên trong Đại Lăng Tẩm Nazarick, Ainz Ooal Gown nhận được báo cáo từ thủ vệ của đại lăng tẩm Demiurge rằng một chiếc nút bấm màu đỏ xuất hiện tại Nazarick. Megumin không do dự bấm chiếc nút, đồng thời Ainz ngồi lên chiếc nút, mà nó đột nhiên xuất hiện trên ngai vàng của ông. Khiến cho nhân vật từ hai bộ chuyển đến một thế giới có trường học. Họ nhanh chóng biết không chỉ họ mà ngay cả nhân vật từ Tanya Chiến Ký cũng có ở đó: Tanya von Degurechaff từ bấm phải hai chiếc nút trên tay cô khi đang thử nghiệm Elenium Type-97. Re:Zero nhanh chóng vào lớp học cùng ba bộ. Kurt von Rudersdorf từ Tanya Chiến Ký là hiệu trưởng nhà trường. | |                     |                |
| 2 | |                     |                |
| 2 | "Giới thiệu bản thân (Tension! Introductions)" "緊迫！じこしょうかい (Kinpaku! Jiko Shōkai)"                | 16 tháng 4 năm 2019 |                |
| Roswaal L. Mathers từ Re:Zero là giáo viên của lớp, nơi các nhân vật từ bốn bộ theo học. Anh dạy họ về luật "Đời sống học đường" của trường. Tất cả nhân vật đều được giới thiệu bản thân mình cùng nhau. Tan học, Ainz và các thủ vệ lăng tẩm của ông đi dọc đường và gặp Aqua, cô giải thích mình không thể để một "undead" như ông sống và dùng ma thuật của mình để tiêu diệt ông. Cô bị Azuma tấn công vào đầu và mang đi. Dù đã level 100 nhưng Ainz không hề hấn gì, ông cho rằng thế giới mình bị chuyển vào có vấn đề cân đối sức mạnh. Ngày tiếp theo, Aqua bị Roswaal phạt đứng hành lang vì cô bạo lực với bạn khác theo luật của trường. | |                     |                |
| 3 | |                     |                |
| 3 | "Bế tắc! Bạn cùng lớp (Deadlock! Classmates)" "膠着！くらすめいと (Kōchaku! Kurasumeito)"                   | 23 tháng 4 năm 2019 |                |
| Sau khi Roswaal nói với lớp học không nên làm gì ảnh hưởng tới đời sống học đường của họ, Demiurge giải thích ông tin rằng nếu ai phá vỡ luật lệ của trường học, người đó sẽ không thể quay về thế giới cũ của họ. Cả lớp học chuẩn bị cho một chương trình tải năng, khi đó Subaru đã chuẩn bị một kế hoạch tốt. Tanya ăn trưa cùng Viktoriya Ivanovna Serebryakov ngoài trời, cô thấy Ainz đi cùng người của ông và nghĩ Ainz là "X". Trở lại lớp, cô chạm mặt ông và hẹn gặp tại công viên, khiến Albedo gần đó nổi nóng. Cả hai đồng ý và nhanh chóng đến công viên, Albedo cố đuổi theo Ainz nhưng được một giáo viên, tên Erich von Rerugen, yêu cầu quay lại lớp. | |                     |                |
| 4 | |                     |                |
| 4 | "Gặp gỡ! Bạn cùng lớp (Encounter! Classmates)" "邂逅！くらすめいと (Kaikō! Kurasumeito)"                    | 30 tháng 4 năm 2019 |                |
| Tanya và Ainz trò chuyện cùng nhau trong công viên rằng cả hai được gửi đến thế giới khác. Khi hai người hiểu nhau, Viktoriya đến đón Tanya sau tan học và rời đi. Albedo, người đang theo dõi lúc đó bỗng tức giận. Ngày sau, Subaru và Kazuma lần lượt được Rem và Darkness mang theo để đi nhanh hơn, nhằm tránh bị trễ giờ học. Sau khi thấy cả hai có chung ý tưởng, Subaru và Kazuma tự đi bộ, cả hai đến trễ trong khi Rem và Darkness đến kịp. Cả hai bị phạt ngoài hành lang và biết họ được chuyển đến một thế giới khác. Hai người nói chuyện trên sân thượng trường, Kazuma ghen tị khi anh biết bao quanh Subaru là những cô gái hữu ích, không như nhóm vụng về của anh. Kazuma thề trở thành kẻ thù của Subaru. | |                     |                |
| 5 | |                     |                |
| 5 | "Bùng nổ! Biểu diễn tài năng (Explosion! Talent Show)" "邂逅！くらすめいと) (Sakuretsu! Konshinkai)"        | 7 tháng 5 năm 2019  |                |
| Roswaal bắt đầu chương trình tài năng của lớp bằng cách bốc thăm tên và mời trợ lý giáo viên Erich biểu diễn trước. Erich bối rối không biết làm sao vì anh được khuyến khích, anh quyết định hát quốc ca của Đế quốc. Tiếp theo, Subaru biểu diễn trò chơi dây tạo tháp Tokyo nhưng chỉ làm chán thêm cả lớp. Đến lượt Rem kích hoạt máu oni của mình và sử dụng chùy gai phá tan một quả dưa hấu. Weiss cho rằng bản thân không có tài năng đặc biệt và bắt đầu cởi quần áo, Tanya kịp thời sốc điện Weiss khiến anh ngất và cô xin lỗi cả lớp. Darkness thể hiện khả năng chịu đựng yêu cầu Grantz dùng roi đánh cô, nhưng vô tình khiến cả lớp coi thường anh. Aqua cố dùng Turn Undead cho Ainz và nhóm của ông nhưng bị Kazuma ngăn chặn. Roswaal để Megumin là người biểu diễn cuối trong ngày, cả lớp ra ngoài chứng kiến phép thuật làm nổ tượng đồng của cô. Tuy nhiên, tại đây Roswaal mới quyết định kết thúc chương trình bằng cách mời Ainz biểu diễn cuối. Ông thể hiện tài năng tạo siêu tuyết khiến cả lớp kinh ngạc.              | |                     |                |
| 6 | |                     |                |
| 6 | "Quyết định! Ban cán sự lớp (Decision! Class Rep)" "決定！いいんかい (Kettei! Iīnkai)"                      | 14 tháng 5 năm 2019 |                |
| Roswaal quyết định chọn Ban cán sự lớp. Ainz, Aqua và Emilia tự bầu mình làm Lớp trưởng, Roswaal rút tên một trong ba người, kết quả Emilia trúng cử. Aqua rút lui trong khi Ainz giành vị trí Lớp phó. Albedo và Shalltear tự chọn bản thân làm ứng cử viên Lớp phó thứ hai, Albedo giành được vị trí này. Ngoài các lựa chọn khác, cũng có các ban: Chăm sóc động vật - Subaru, Aura và Aqua Kỷ luật - Tanya, Demiurge và Kazuma Bữa trưa - Ram, Visha Thủ thư - Mare, Beatrice Thể dục - Cocytus, Darkness, Weiss, Koenig và Neumann Y tá: Rem, Shalltear Thủ quỹ - Megumin và Grantz. Roswaal tiếp cận Beatrice tại hành lang lớp học, cô nói anh đã bầu chọn vô lý, tuy vậy anh đáp "mỗi người phải hoàn thành tốt công việc được giao" và bỏ đi. Kazuma than thở về đời sống trung học của cậu tại thế giới này thì Demiurge và Tanya mỗi người lạm dụng phép thuật lên cậu. Tanya tuyên bố cô không chấp nhận hành vi lừa đảo nào trong Ban kỷ luật. Trong khi Cocytus, Darkness, Koenig, Weiss và Neumann ở ngoài khởi động Ban Thể dục.    | |                     |                |
| 7 | |                     |                |
| 7 | "Thực hiện! Lớp trưởng (Carry Out! Class Rep)" "遂行！いいんかい (Suikō! Iīnkai)"                           | 21 tháng 5 năm 2019 |                |
| Trước khi đi ngủ, Emilia nằm trên giường, nghĩ về công việc Lớp trưởng. Sáng hôm sau, Subaru, Rem và Beatrice nói về những trải nghiệm bản thân trong các ban của họ khi đi đến lớp. Subaru nói về việc chăm sóc một con chuột sóc to lớn thích gặm đầu cậu và Beatricr kể cô vui ra sao khi kết bạn với Aura trong thư viện. Cả ba gặp Aura và Mare chạy đến trường, Subaru chào Mare trong khi Beatrice theo chân Aura bỏ lại cậu và Rem. Trong lúc Megumin và Grantz giành nhau loa thông báo, Subaru gặp Emilia, Ainz và Albedo đang bàn bạc trong lớp. Emilia cho biết cô thảo luận về cách làm mọi người hòa hợp và vui vẻ với nhau. Ainz giới thiệu ông với Subaru, tuy nhiên ông thấy một ngọn lửa bùng cháy trong ngực cậu và tò mò đặt tay lên ngực Subaru, ông chỉ cảm nhận được gì đó và bèn xin lỗi Subaru. Roswaal vào lớp và thông báo cả lớp sẽ có một chuyến đi đến bãi biển. | |                     |                |
| 8 | |                     |                |
| 8 | "Chuẩn bị! Đi giã ngoại (Prepare! Field Trip)" "準備！りんかいがっこう (Junbi! Rinkai Gakkō)"               | 28 tháng 5 năm 2019 |                |
| Ainz đề xuất cả lớp thảo luận nên làm gì đó trong chuyến dã ngoại trên biển. Aqua giơ tay bất đồng ý kiến vì Ainz là một Undead, nhưng Emilia nói đó là ý tưởng của cô, muốn mọi người thân nhau hơn, Aqua rút tay và ngồi. Emilia viết ra một danh sách các hoạt động mà lớp có thể làm cho đến buổi chiều cả lớp giải tán. Tanya và Viktoriya đi mua đồ bơi, họ thấy Albedo và Shalltear tại đây tò mò một vài bộ đồ bơi nam mà họ hi vọng Ainz sẽ mặc. Đồng thời Kazuma và Aqua ngang qua và gặp Albedo và Shalltear, tuy nhiên giữa Aqua và hai người kia có quan hệ kẻ thù. Kazuma nhắc cả ba Emilia đã nói muốn mọi người thành bạn tốt của nhau khiến xung đột chấm dứt. Khi nghe Aqua nói, Kazuma phát hiện Albedo là một succubus khiến cô xấu hổ kèm tức giận. Khi đó Tanya và Viktoriya vẫn nghe sự hỗn loạn. | |                     |                |
| 9 | |                     |                |
| 9 | "Thưởng thức! Chuyến đi dã ngoại (Enjoy! Field Trip)" "満喫！りんかいがっこう (Mankitsu! Rinkai gakkō)"     | 4 tháng 6 năm 2019  |                |
| Lớp học đến bãi biển cho chuyến đi dã ngoại. Kazuma bí mật theo dõi các cô gái ngoài biển trong bụi rậm còn các thành viên Tiểu đoàn 203 hít đất thuộc ban Thể dục và quan sát Darkness, người cũng thực hiện. Subaru gặp Ram và Viktoriya trong khi Ram chế giễu tên cậu là Barasu khi Viktoriya hỏi tên Subaru. Tanya và Demiurge trừng phạt Kazuma vì phá vỡ quy tắc của Ban kỷ luật. Dưới chiếc lều cho ban y tế có Shalltear và Rem. Đến tối là lúc thử thách lòng can đảm cho cả lớp bắt đầu. Subaru, Tanya, Ainz và Aqua được xếp vào một nhóm và đi vào rừng đến khi Aqua chặn đường hỏi xem họ có đến từ Trái đất không. Cô giải thích cô là một nữ thần đã gửi Kazuma đến thế giới mới của cậu. Tanya trở nên tức giận vì tin rằng Aqua là tên Thần X và xả phép thuật của mình trong cơn giận dữ vào Aqua. Subaru và Ainz thuyết phục cô Aqua và Thần X không thể là cùng một người vì họ khác nhau. Sau đó nhóm bắt gặp cả lớp sau khi cả lớp chứng kiến màn phép thuật kì diệu.                                                        | |                     |                |
| 10 | |                     |                |
| 10 | "Tham gia! Đối thủ (Join In! Rivals)" "参戦！らいばるたち (Sansen! Rai barutachi)"                          | 11 tháng 6 năm 2019 |                |
| Roswaal thông báo những người chiến thắng trong đại hội thể thao của trường có thể được trở lại thế giới của họ. Subaru đặt câu hỏi còn lớp nào cạnh tranh vì ngoài lớp cậu không còn lớp khác, Roswaal gây ngạc nhiên cho cậu khi nói có Lớp 1 bên cạnh, với các học sinh ở trong là các nhân vật bổ sung của mỗi bộ. Sau giờ học, Subaru, Tanya và Ainz thảo luận về đại hội sắp tới, trong khi Kazuma, Aqua và Darkness phát hiện Chris là thành viên của Lớp 1, Chris tiết lộ cho họ rằng nếu chết ở thế giới này thì không thể hồi sinhp. Subaru thắc mắc nếu lời nguyền "Trở về từ cái chết" của cậu có hiệu lực trong thế giới này không và bắt đầu thử nghiệm. Cậu che tai Tanya để bảo vệ cô khỏi chết, Subaru gần như mất tinh thần và lời nguyền có hiệu lực. Subaru bị Hamsuke và Death Knight tấn công, đều do khả năng thu hút quái thú của cậu. Tại Lớp 2, Kazuma từ chối làm bất cứ việc gì để giúp đỡ vì cậu lười biếng, Tanya nảy sáng kiến bắt Kazuma ra ngoài chạy trên sân trường trong khi Puck bắn cậu bằng ma thuật pha lê. | |                     |                |
| 11 | |                     |                |
| 11 | "Cùng nhau hợp sức! Ngày hội thể thao (Work Together! Field Day)" "協力！たいいくさい (Kyōryoku! Taīkusai)" | 18 tháng 6 năm 2019 |                |
| Ngày hội thể thao, Yunyun xuất hiện, với tư cách là thành viên duy nhất của Lớp 3, đến để cạnh tranh Megumin. Các lớp đối đầu với nhau trong nhiều cuộc thi, nổi bật nhất là khả năng của Reinhard mang lại cho anh lợi thế hơn Lớp 2, và nhanh chóng đem về Lớp 1 mười điểm đầu tiên. Trận đấu cuối cùng là một trò chơi đen 100 triệu điểm, khiến các học sinh thêm bối rối. Đội Ainz, Subaru, Kazuma và Tanya của Lớp 2 đối đầu đội của Chris, Reinhard, Feel và Julius của Lớp 1. Tuy nhiên, các giáo viên quyết định tham gia, thành lập đội riêng của họ là Roswaal, Erich, Vanir và Pandora's Actor. Hai đội kia quyết cùng nhau hợp sức chiến đấu các giáo viên. Hiệu trưởng Kurt cảm thấy các giáo viên gặp bất lợi khiến ông đành kích hoạt một vũ khí bí mật từ dưới mặt đất để giúp họ: Destroyer từ thế giới KonoSuba. | |                     |                |
| 12 | |                     |                |
| 12 | "Cùng nhau liên kết! Bộ tứ (Band Together! Quartet)" "団結！かるてっと (Danketsu! Karutetto)"               | 25 tháng 6 năm 2019 |                |
| Roswaal tiết lộ Destroyer có một chiếc băng đô trên đầu của nó, lấy được băng đô đồng nghĩa với chiến thắng, và nó cũng là "trùm cuối". Kazuma dùng kỹ năng Steal là Đánh cắp để lấy băng đô đầu của nó, thất bại anh bèn lấy của giáo viên, nhưng đều vô nghiệm do phép thuật ở thế giới này không bình thường. Đội Lớp 1 tấn công các giáo viên, tạo cơ hội cho Lớp 2 kết hợp các khả năng của họ để đưa Tanya lên đỉnh đầu Destroyer. Sau màn bay lên không trung, Tanya nắm lấy băng đô trên đầu Destroyer và chiến thắng về Lớp 2. Tuy vậy, các nhân vật không hề được đưa về nhà, vì Roswaal chỉ nói là "có thể". Khi các học viên đồng ý ở lại thế giới này sau trải nghiệm đầy thú vị, Roswaal thông báo một học sinh mới vào lớp. Cánh cửa lớp mở ra và tập phim kết thúc, với đoạn ending là Roswaal cầm một quyển sách báo rằng Mùa 2 sẽ có sớm. | |                     |                |

| Mùa 2 | |                     |
| 13 | |                     |
| 1 | "Nhập cuộc nào! Học sinh mới (Join the Fight! Transfer Student)" "参戦！てんこうせい (Sansen! Ten Kōsei)"      | 14 tháng 1 năm 2020 |
| Khi cánh cửa mở ra là Iwatani Naofumi, anh nhìn cả lớp và đóng cửa bỏ đi. Roswaal giải thích Naofumi sẽ được chuyển đến Lớp 1, trong khi học sinh chuyển đến Lớp 2 là Chomusuke, Roswaal tiến hành sắp xếp lại chỗ ngồi. Naofumi tiếp tục đi lang thang quanh trường đến khi gặp Wilhelm, anh kể rằng khi đang chiến đấu với một con quái vật cùng bạn đồng hành Raphtalia và Filo thì anh được chuyển đến trường. Lúc sau, Kazuma và Ainz gặp Raphtalia, người hiện đang tìm Naofumi, Subaru và Aura gặp Filo cùng với những thú cưng khác trong lồng. Khi các học sinh khác chơi bóng chày, Raphtalia cuối cùng gặp lại Filo, ngay khi hai người bị tiếp cận bởi quả bóng chày bay về phía họ, Naofumi đến và dùng khiên ngăn chặn quả bóng. Cả ba người gặp nhau và quyết ở lại trường cho đến khi họ tìm được cách trở về thế giới của họ. | |                     |
| 14 | |                     |
| 2 | "Lén vào! Phòng hiệu trưởng (Sneak In! The Principle's Office)" "潜入！こうちょうしつ (Sennyū! Kō chōshitsu)"  | 21 tháng 1 năm 2020 |
| Kazuma, Vooren Grantz, Wilibald Koenig và Rhiner Neumann bàn tán về một "chất lỏng màu đỏ" (nói đến rượu). Sau khi biết được nó được cất giữ trong phòng Hiệu trưởng, cả nhóm quyết định đến đó sau giờ học, bất ngờ được Aqua tham gia, với chỉ số vận may thấp. Bên trong phòng, Aqua tóm lấy chai chứa "chất lỏng màu đỏ" và vô tình kích hoạt một hệ thống an ninh bằng laze, khiến cả nhóm phải gỡ bẫy để thoát. Sau khi thành công, hệ thống sau đó triệu tập thêm bốn con cóc khổng lồ từ thế giới KonoSuba. Với năm người trong nhóm, ba người kia hy sinh để cứu Aqua để tương ứng với số con cóc. Tuy nhiên Kazuma dùng thuật tàng hình và tránh mặt con cóc cuối cùng, con cóc thứ bốn đuổi theo Aqua qua hành lang. Kazuma tóm lấy chai ngay khi gặp Roswaal, cả nhóm bị bắt quả tang.                                             | |                     |
| 15 | |                     |
| 3 | "Chà Chà! Biệt giam rồi (Uh-Oh! Detention!)" "反省！しどうしつ (Hansei! Shi-dōshitsu)"                         | 28 tháng 1 năm 2020 |
| Kazuma, Aqua và ba người khác nằm trong nhóm liên quan đến vụ cướp chai rượu trong phòng Hiệu trưởng, trải qua án hình giam giữ trong một căn phòng với những con bọ di chuyển khắp người họ. Emilia thắc mắc liệu có cách nào để giảm tội không, và được nghe nói có thể giải thoát nhóm kia nếu họ chịu hối lỗi và làm một việc tốt. Sau đó, trong giờ thí nghiệm, Megumin tạo ra một vụ nổ thu nhỏ với sự giúp đỡ của các bạn cùng lớp, làm nổ tung các ống nước và làm ngập các hành lang của trường. Nhóm bị bắt cố gắng đưa đống nước ra khỏi trường học và sớm thoát khỏi giam giữ. | |                     |
| 16 | |                     |
| 4 | "Xì! Kiểm tra rồi à (Pinch! Test of Learning)" "窮地！ がくりょくてすと (Kyūchi! Gakuryoku tesuto)"            | 4 tháng 2 năm 2020  |
| Lớp 2 có bài kiểm tra dạng SAT. Trong bài kiểm tra, Ainz lo lắng vì anh không năng động mấy trong trường, do đó Ainz gian lận bằng cách dừng thời gian để sao chép câu trả lời. Ông bất ngờ khi Aqua, Tanya và Subaru vẫn có thể di chuyển trong thời gian bị ngừng này. Cả ba đi lang thang trong phòng tự hỏi chuyện gì đang xảy ra vì Ainz giả vờ bị "đóng băng". Khi thời gian trở lại, mọi người nhanh chóng quay trở lại chỗ ngồi ngoại trừ Aqua, bị Roswaal bắt gặp gian lận và trượt bài kiểm tra. Ainz sau khi chỉ giải được những câu hỏi đơn giản, ông nhận ra những câu trả lời của ông tạo thành hình ảnh của Pandora Actor (người ra đề) và hoàn thành bài 100%. | |                     |
| 17 | |                     |
| 5 | "Chăm chỉ nào! Cho ngày Valentine (Work Hard! Valentine's Day)" "勤勉！ばれんたいんでー (Kinben! Barentaindē)" | 11 tháng 2 năm 2020 |
| Ngày lễ tình nhân sắp đến và những người trong lớp chưa từng nghe về được thông báo về truyền thống tặng sôcôla cho những người mến mộ. Petelgeuse Romanee-Conti từ Re:Zero đột nhập vào trường và giúp Albedo làm sôcôla cho Ainz đến khi hắn bị bắt và đuổi ra vì tội xâm phạm. Weiss từ đơn vị của Tanya chỉ mong có sôcôla, do không ăn nó nhiều năm do chiến tranh trong thế giới của anh. Tin lời nói dối của Kazuma rằng đưa hai tay ra và nói "Give me Choco" là xin được sôcôla từ các cô gái tuy nhiên kết quả Weiss bị đánh đuổi. Lúc sau, cả lớp tặng sôcôla cho người họ mến, đặc biệt riêng Ainz than thở vì cơ thể là bộ xương khiến ông không thể ăn đồ ngọt. | |                     |
| 18 | |                     |
| 6 | "Xung đột! Bóng né (Clash! Dodgeball)" "激突！どっじぼーる (Gekitotsu! Dojjiboru)"                             | 18 tháng 2 năm 2020 |
| Ainz, Tanya và Subaru tranh luận về loại sốt ngon nhất cho gà rán: Ainz thích sốt cà chua, Tanya thích tương ớt trong khi Subaru thích mayonnaise. Rerugen quyết bỏ phiếu để xem phe của sốt nào đông và ngon nhất theo cả lớp, kết quả không thể giải quyết bằng cách bỏ phiếu nên quyết định bằng trò bóng né, với việc để bóng chạm ngườị là bị loại. Trò chơi kết thuc lúc Tanya vô tình làm nổ bóng khi ba đội hòa điểm nhau. Cả lớp đồng ý lập luận của họ về nước sốt là ngu xuẩn và mang tính trẻ con, nhưng sau đó lại bắt đầu tranh luận về nước sốt ngon khi chấm với croquette. | |                     |
| 19 | |                     |
| 7 | "Phấn khích! Ngày đo thể chất (Excitement! Physicals Day)" "興奮！しんたいそくてい (Kōfun! Shintaisoku tei)"   | 25 tháng 2 năm 2020 |
| Ngày kiểm tra thể chất của trường đến. Rem và Shalltear được phân giao cho kiểm tra các cô gái trong phòng y tá trong khi Naofumi được phân giúp kiểm tra các chàng trai trong phòng tập thể dục. Megumin tự hào về cách Actor's Pandora bổ sung vẻ ngoài của cô phù hợp với gu thẩm mỹ của Ainz. Ram buồn bã vì Actor's Pandora bổ sung vẻ ngoài của nhiều cô gái nhưng phớt lờ cô. | |                     |
| 20 | |                     |
| 8 | "Thách thức! Việc bán thời gian (Challenge! Part-Time Job)" "挑戦！あるばいと (Chōsen! Arubaito)"              | 3 tháng 3 năm 2020  |
| 21 | |                     |
| 9 | "' (')" " ()"                                                                                                  | 10 tháng 3 năm 2020 |
| 22 | |                     |
| 10 | "' (')" " ()"                                                                                                  | 17 tháng 3 năm 2020 |
| 23 | |                     |
| 11 | "' (')" " ()"                                                                                                  | 24 tháng 3 năm 2020 |
| 24 | |                     |
| 12 | "' (')" " ()"                                                                                                  | 31 tháng 3 năm 2020 |

## Phát hành BD/DVD
| Mùa | Thời gian phát      | Tập     | Tổng thời lượng |
| --- | ------------------- | ------- | --------------- |
| 1   | 26 tháng 6 năm 2019 | 01 - 06 | 72 phút         |
| 1   | 24 tháng 7 năm 2019 | 07 - 12 | 72 phút         |
| 2   | 24 tháng 4 năm 2020 | 01 - 06 | 72 phút         |
| 2   | 27 tháng 5 năm 2020 | 07 - 12 | 72 phút         |